# Halberstädter Straße 60 (Magdeburg)

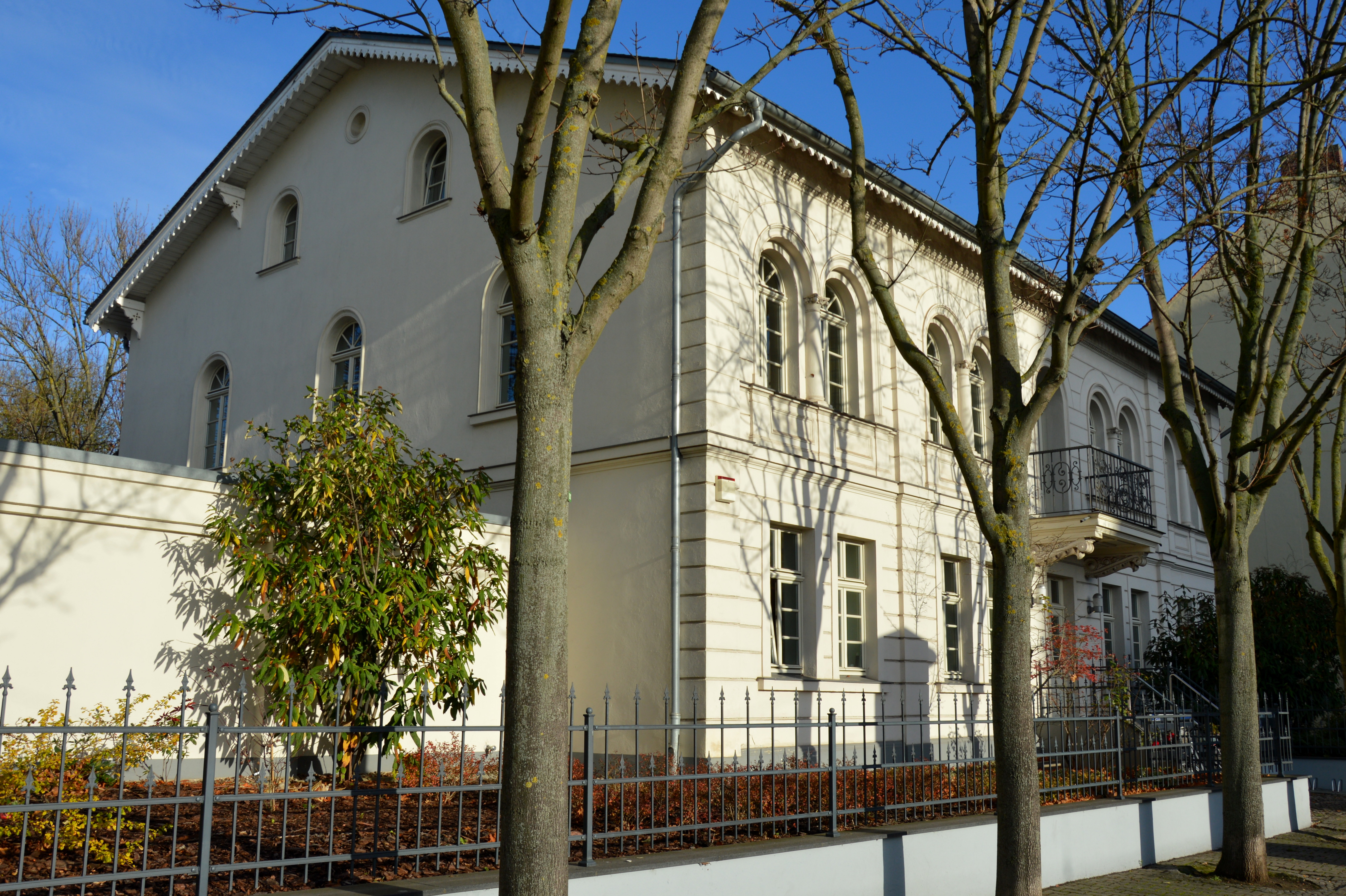
Halberstädter Straße 60

Das Haus Halberstädter Straße 60 ist eine denkmalgeschützte Villa im Magdeburger Stadtteil Sudenburg in Sachsen-Anhalt.

## Lage
Es befindet sich auf der Nordseite der Halberstädter Straße, etwas östlich der Einmündung des Südrings.

## Architektur und Geschichte
Die zweigeschossige Villa wurde 1863 im Auftrag des Viehlieferanten Julius Wernthal errichtet. Die so bezeichnete Villa Wernthal ist eines der ältesten Gebäude an der Halberstädter Straße. Der verputzte repräsentative Bau ist im Stil des Spätklassizismus gestaltet. Die Fassade ist neunachsig angelegt, wobei die mittlere Achse durch einen Balkon besonders betont wird. Unterhalb des Balkons befindet sich der Vordereingang zum Haus. Die Gliederung der Fassade erfolgt durch Wandvorlagen, die sich in Form vom Lisenen präsentieren. Außerdem besteht eine horizontale Putzrillung. Die Fenster des oberen Stockwerks sind als Rundbögen ausgeführt, wobei jeweils zwischen zwei Fenstern eine Säule angeordnet ist. Bedeckt ist die Villa mit einem Satteldach.
Zur Villa gehörte ein weit nach Westen reichendes Grundstück, ursprünglich der Sitz der Porzellanmanufaktur Carl Heyroth. Dazu gehörten Stallungen, Wirtschaftsbauten, Gewächshäuser und ein größerer Baumbestand. Hermann Brunner, Mitinhaber der Weingroßhandlung Brunner & Sohn erwarb 1879 das Anwesen und baute das Haus um. 1879 wurde an die östliche Seite des Hauses eine Vorhalle mit Terrasse angefügt. Nach dem Tode Brunners im Jahr 1905 blieb seine Witwe Johanna Eigentümerin der Villa bis 1922, die Etagen wurden vermietet. 1922 erwarb der Bauingenieur und Inhaber einer Dampfkesselanlagenfirma, K.H.Ludwig, das Haus. Er veranlasste die Sanierung und Modernisierung der Gebäude. So wurden ein Anbau auf der Rückseite mit Wassertoiletten und Treppenhaus erstellt. Die im Dachgeschoss befindlichen Mägdekammern bekamen Fenster, die Terrasse wurde zu einem Wintergarten, die Remisen zu Garagen umgebaut. 1933 ließ Ludwig das weiträumige Grundstück hinter dem Haus in 36 Grundstücke parzellieren und verkaufte diese Flächen. So entstand die heutige Brunnersiedlung. 1936 wurde auf der Westseite der Villa ein weiterer Anbau angefügt.
Im Grundriss von 1922 teilt ein Flur, von der Eingangstür durch die Tiefe des Hauses gehend, das Erdgeschoss in zwei Hälften. Da sich auf jeder der beiden Etagen eine Küche befand, war die Villa vermutlich für mehrere Parteien einer Familie gedacht. Im Inneren des Hauses bestehen Stuckdecken und Vertäfelungen in Formen des Klassizismus und des Expressionismus.
Nach dem Zweiten Weltkrieg ändert sich die Benutzung: 1950 teilten sich, neben dem Hausherren, weitere sieben Mieter die Räume. Zu DDR-Zeiten befand sich eine Mütterberatung sowie ein Kinderarzt im Erdgeschoss, der Eingang hierfür lag auf der Rückseite. Nach der Wende und langem Leerstand wurde eine Renovierung ausgeführt, die den ursprünglichen Eingang denkmalgerecht wieder zur Strasse öffnete. Beim "Tag des offenen Denkmals" im September 2001 war die Villa Teil des Programmes der Stadt Magdeburg. Seitdem wird das Gebäude gewerblich genutzt. 
Im Denkmalverzeichnis des Landes Sachsen-Anhalt ist die Villa unter der Erfassungsnummer 094 70025 als Baudenkmal verzeichnet.

## Literarische Erwähnungen
Die in der Halberstädter Straße 126a aufgewachsene Schriftstellerin Nomi Rubel beschreibt in ihrem autobiographischen Roman Schwarz-braun ist die Haselnuß einen Kindergeburtstag in der Villa, um 1916. “Die Möbel, Erbstücke, sind abgenutzt, die Farben der Teppiche verblichen. Aber die Decken sind hoch, man hat Platz in den Räumen. Es ist kühl, aber man kann atmen”. Die Villa gefällt ihr.
1932 mietete der Magdeburger Rechtsanwalt Hans-Ulrich Haller-Munk eine „Sechs-Zimmer-Flucht“. in der „luxuriösen Villa“. Der Verlust seiner Anwaltszulassung, 1933, und des damit verdienten Einkommen zwingen ihn zum Auszug. Der jüdische Schriftsteller Erich Munk beschrieb das Verlassen der Villa als ein Schlüsselelement in der Biografie seines Bruders.